# Nittendorf
Nittendorf – gmina targowa w Niemczech, w kraju związkowym Bawaria, w rejencji Górny Palatynat, w regionie Ratyzbona, w powiecie Ratyzbona. Leży około 10 km na zachód od Ratyzbony, przy autostradzie A3, drodze B8 i linii kolejowej Pasawa-Ratyzbona–Norymberga.
1 stycznia 2014 do gminy przyłączono teren o powierzchni 0,11 km², który pochodził z rozwiązanego dzień wcześniej obszaru wolnego administracyjnie Pielenhofer Wald rechts der Naab

## Dzielnice
W skład gminy wchodzą następujące dzielnice:
| - Arzweg - Bärnthal - Brand - Eichhofen - Etterzhausen - Glockensiedlung - Goldberg - Goppenhof - Grafenried - Haugenried - Hardt - Irgertshofen - Kühschlag - Loch | - Obereinbuch - Oberholz - Penk - Pollenried - Rammelstein, - Reigerholz - Schönhofen - Thumhausen - Undorf - Untereinbuch - Viergstetten - Haus Werdenfels - Zeiler |

## Współpraca
Miejscowość partnerska:
- Langenwang, Austria